# 소지섭
소지섭(1977년 11월 4일 ~ )은 대한민국의 배우이다.

## 학력
- 한국체육대학교 경기지도학과 (중퇴)
- 청운대학교 연기예술학 (졸업)

## 배우 데뷔 전
소지섭은 1977년 11월 4일 서울특별시 용산구 남영동에서 1남 1녀 중 막내로 태어났으며 초등학교 3학년 때 인천으로 이사 왔다. 학창시절에는 수영선수로 활동해 고등학교 3학년 때 수영부 주장을 맡았다. 주 종목은 평영으로 전국소년체전 단체전에서 금메달을 획득했고, 개인전에서 은메달과 동메달을 획득한 경력이 있다.
하지만 고등학교 졸업을 앞두고 생계를 이유로 수영선수를 포기하고 모델이 되기로 결심, 1995년 청바지 브랜드인 스톰 전속 모델 1기로 발탁되며 연예계에 데뷔했다. 당시 청바지 브랜드 스톰의 메인 모델은 듀스의 김성재였는데, 평소 김성재의 팬이였던 소지섭은 단지 그를 직접 만나기 위해 스톰 모델선발대회에 지원했고, 1위로 선발되었다. 그러나 김성재의 갑작스러운 죽음으로 인하여 김성재 대신 소지섭이 청바지 브랜드 스톰의 메인 모델이 되었다.

## 경력
1997년 드라마 모델에서 단역을 맡으며 배우로 데뷔했다. 1998년 MBC의 인기 시트콤이었던 남자 셋 여자 셋에서 이의정을 따라다니는 순정남 과일가게 김철수역을 맡아 처음으로 대중들에게 주목을 받게 된다. 당시 모델 활동을 하면서 친하게 지내던 송승헌의 촬영장에 놀러 갔다가 감독에게 캐스팅되었는데, 처음에는 조연이었지만 송승헌이 계약 문제로 잠시 하차하게 되자 주연급으로 비중이 높아졌다.
그리고 1998년 6월에 방영된 MBC 베스트극장 - 간직한 것은 잊혀지지 않는다에서 극 중 녹차밭에서 일하는 청각장애인 세진(전도연 분)의 관심을 받는 녹차밭 주인집 외손자 동우 역을 연기해 처음으로 드라마 주연을 맡게 된다.
이후 미우나 고우나, 당신 때문에, 왕룽의 대지, 좋아 좋아 등 여러 드라마에서 조연을 맡았다. 2001년 최고 시청률 30.9프로를 기록한 MBC 드라마 맛있는 청혼에서 주인공 김효동 (정준 분)의 음식점 효동각을 무너뜨리려는 라이벌 음식점 황금룡의 사장 아들 장희문 역을 맡았다. 다음 해 2002년 SBS 드라마 유리구두에서 선우 (김현주 분)만을 사랑하는 철웅으로 연기하면서 본격적으로 남성적인 이미지를 구축해 간다. 이어 2003년 타임슬립을 소재로 한 SBS 드라마 천년지애에서 주연을 맡았다. 천년지애는 최고 시청률 27프로를 찍으며 흥행에 성공, 확고한 주연배우로서의 입지를 다지게 된다.
소지섭은 2004년 SBS 드라마 발리에서 생긴 일에서 강인욱을 연기하며 연기력을 인정받는 배우로 성장한다. 천년지애에서 먼저 인연을 맺었던 김기호 작가가 강인욱은 "너를 보고 만든 캐릭터이니 꼭 함께 작업하고 싶다"라는 제안을 받아들여 출연하게 되었다. 그리고 같은 해 11월에 방영된 KBS2 드라마 미안하다 사랑한다에서 극중 불우한 입양아 차무혁을 연기한 그는 상처를 간직한 남자지만 사랑에서는 거친 로맨티스트로 분해 선풍적 인기를 끌었다. 당시 소지섭은 헤어밴드 등 특이한 스타일도 그만의 매력으로 소화해내며 ‘소간지’라는 별명을 얻었다. “밥 먹을래? 나랑 죽을래”라는 대사는 아직도 회자되고 있을 정도로 명대사로 꼽힌다.
미안하다 사랑한다 이후 소지섭은 군 복무를 위해 2005년 2월 28일 육군훈련소에 입소한 후 한 달간의 신병교육대 훈련을 거친 후 마포구청에서 사회복무요원으로 복무했다.
사회복무요원 소집 해제 후 소지섭은 복귀작인 영화 영화는 영화다에서 영화배우가 꿈인 깡패 이강패 역을 맡아 2008년 각종 영화제 신인상은 물론, 영평상 남우주연상까지 거머쥐는 쾌거를 얻었다. 실제로 이 영화는 총 제작비 6억 원 정도의 저예산 영화였지만 제작비의 5배가 넘는 수익을 거두고 역대 다양성 영화 관객 수 7위를 기록할 만큼 흥행과 작품성 모두 인정받았다.
2009년 SBS 드라마 카인과 아벨로 5년 만에 브라운관에 복귀했다. 극 중 응급의학과 의사 이초인 역을 맡은 소지섭은 사막과 밀림을 오가며 몸을 사리지 않는 열연을 펼치며 시청자들의 호평을 받았다.
2010년 한국 전쟁을 소재로 한 MBC 드라마 로드 넘버원에 출연했다. 제작비 130억에 사전 제작 드라마로 방영 전부터 많은 기대를 모았지만 낮은 시청률을 기록하며 흥행에는 실패했다.
2012년 소지섭은 영화 회사원에서 킬러 지형도 역으로 출연, 강도높은 액션연기를 선보이며 관객 및 평단으로부터 많은 찬사를 받았다. 같은 해 사이버 수사대원들의 애환과 활약을 그린 SBS 드라마 유령에선 사이버 수사 팀장 김우현 역을 맡았다.
한동안 어둡고 무게감 있는 캐릭터를 주로 연기하던 그는 2013년 홍자매 작가의 새로운 장르인 로코믹호러(로맨틱+코미디+호러) 드라마 주군의 태양에서 까칠한 재벌남 주중원 역을 맡아 다양한 애드리브를 포함한 코믹 연기를 통해 로코킹으로 불리며 로맨틱 코미디 캐릭터로 완벽한 연기변신을 해냈다는 평을 받았다.
2015년 소지섭은 KBS2 월화드라마 오 마이 비너스에서 베일에 가려진 시크릿 할리우드 스타 트레이너 존킴이자 그룹 가홍의 미국지사장으로 이중생활을 하는 김영호 역을 맡았다.
2018년 MBC 수목드라마 내 뒤에 테리우스에서는 갑자기 남편을 잃은 고애린 (정인선 분)을 도와 거대 음모를 파헤치는 전설의 국정원 블랙요원 김본 역을 맡아 열연하며 데뷔 24년 만에 첫 연기대상을 수상하였다.

## 출연 작품

### 타사
| 연도        | 방송사                                | 제목                                     | 역할                   | 비고                       |
| ----------- | ------------------------------------- | ---------------------------------------- | ---------------------- | -------------------------- |
| 1997 ~ 1999 | MBC                                   | 남자 셋 여자 셋                          | 김철수                 | 279화(97.12.15.)부터 출연  |
| 1997        | SBS                                   | 여자                                     |                        |                            |
| 1997        | SBS                                   | 모델                                     | 송경철                 |                            |
| 1998        | MBC                                   | 베스트극장 - 간직한 것은 잊혀지지 않는다 | 동우                   | 1부작 단막극(316화 98.6.4) |
| 1998        | SBS                                   | 미우나 고우나                            | 철민                   |                            |
| 1999        | SBS                                   | 미우나 고우나                            | 철민                   |                            |
| 그녀의 선택 | SBS                                   |                                          |                        |                            |
| MBC         | 점프                                  |                                          |                        |                            |
| MBC         | 점프                                  | 2000                                     |                        |                            |
| SBS         | 왕룽의 대지                           | 박민호                                   |                        |                            |
| SBS         | TV영화 러브스토리 - 미스힙합 미스터록 | 오철수                                   | 2부작 단막극           |                            |
| MBC         | 베스트극장 - 사랑한다고 말해봤니      | 경민                                     | 1부작 단막극(389화)    |                            |
| MBC         | 세 친구                               |                                          |                        |                            |
| MBC         | 당신 때문에                           | 윤민기                                   |                        |                            |
| SBS         | 좋아 좋아                             | 박지섭                                   |                        |                            |
| SBS         | 여자만세                              | 황준원                                   |                        |                            |
| SBS         | 여자만세                              | 황준원                                   | 2001                   |                            |
| SBS         | 설날특집극 - 먼 길                    | 기현                                     | 1부작 단막극           |                            |
| MBC         | 맛있는 청혼                           | 장희문                                   |                        |                            |
| SBS         | 로펌                                  | 최장군                                   |                        |                            |
| SBS         | 2002                                  | 지금은 연애중                            | 최규인                 |                            |
| SBS         | 2002                                  | 유리구두                                 | 박철웅                 |                            |
| SBS         | 2003                                  | 천년지애                                 | 아리, 강인철 (1인 2역) |                            |
| SBS         | 2004                                  | 발리에서 생긴 일                         | 강인욱                 |                            |
| 2009        | SBS                                   | 카인과 아벨                              | 이초인                 |                            |
| 2009        | BeeTV                                 | I am GHOST                               | GHOST                  | 일본                       |
| 2010        | MBC                                   | 로드 넘버원                              | 이장우                 | 사전제작 드라마            |
| 2012        | SBS                                   | 유령                                     | 김우현 / 박기영        |                            |
| 2013        | SBS                                   | 주군의 태양                              | 주중원                 |                            |
| 2015        | MBC                                   | 맨도롱 또똣                              | 카페 주인              | 1화~2화, 특별출연          |
| 2018        | MBC                                   | 맨도롱 또똣                              | 카페 주인              | 1화~2화, 특별출연          |
| MBC         | 내 뒤에 테리우스                      | 김본                                     |                        |                            |
| 2022        | MBC                                   | 닥터 로이어                              | 한이한                 |                            |
| 2025        | 넷플릭스                              | 광장                                     | 남기준                 |                            |

### KBS
| 연도        | 방송사 | 제목               | 역할          | 비고   |
| ----------- | ------ | ------------------ | ------------- | ------ |
| 2004        | KBS2   | 미안하다, 사랑한다 | 차무혁        | 16부작 |
| 2015 ~ 2016 | KBS2   | 오 마이 비너스     | 김영호 / 존킴 | 16부작 |

### 영화 출연
| 연도 | 제목                            | 역할          | 감독            | 비고                                                        |
| ---- | ------------------------------- | ------------- | --------------- | ----------------------------------------------------------- |
| 2002 | 도둑맞곤 못살아                 | 최강조        | 임경수          |                                                             |
| 2002 | U-TURN                          | 지섭          | 장진            | 쌍용자동차 제작, 단편영화 영화채널 OCN, 수퍼액션 동시 방송. |
| 2002 | 게게게 키타로 - 천년저주의 노래 | 밤도깨비 야차 | 모토키 카츠히데 | 일본 영화, 카메오                                           |
| 2008 | 영화는 영화다                   | 이강패        | 장훈            | 제작투자에도 참여                                           |
| 2009 | 소피의 연애매뉴얼               | 제프          | 에바 진         | 한국, 중국 제작                                             |
| 2009 | 프렌즈 앤 러브                  | 본인          | 조선희          | 지오다노 제작, 단편 영화.                                   |
| 2011 | 오직 그대만                     | 장철민        | 송일곤          | 제16회 부산국제영화제 개막작                                |
| 2012 | 회사원                          | 지형도        | 임상윤          |                                                             |
| 2014 | 좋은 날                         | 김지호        | 권혁찬          | 웹드라마 영화 버전                                          |
| 2015 | 사도                            | 정조          | 이준익          | 특별출연                                                    |
| 2017 | 군함도                          | 최칠성        | 류승완          |                                                             |
| 2018 | 지금 만나러 갑니다              | 정우진        | 이장훈          |                                                             |
| 2022 | 자백                            | 유민호        | 윤종석          |                                                             |

## 그 외 활동
| 연도 | 가수     | 노래                  | 비고 |
| ---- | -------- | --------------------- | ---- |
| 1997 | 터보     | 〈Goodbye Yesterday〉 |      |
| 1999 | 류찬     | 〈For You〉           |      |
| 2001 | 이현우   | 〈The End〉           |      |
| 2001 | 장혜진   | 〈아름다운 날들〉     |      |
| 2005 | 조성모   | 〈미스터플라워〉      |      |
| 2010 | 소야앤썬 | 〈웃으며 안녕〉       |      |
| 2011 | 서인국   | 〈Take〉              |      |

### TV 프로그램 출연 및 고정출연
| 연도        | 방송사     | 제목                                      | 역할             | 비고                                                            |
| ----------- | ---------- | ----------------------------------------- | ---------------- | --------------------------------------------------------------- |
| 1996        | MBC        | 토요대행진 - 파우스트                     | 게스트 출연      |                                                                 |
| 1997        | KMTV       | 결정 인기가요43                           | MC               |                                                                 |
| 1997        | KBS2       | 토요일 전원출발 - 오 해피데이             | 고정 출연        |                                                                 |
| 1997        | MBC        | 쇼! 토요특급 - 뮤직드라마                 | 게스트 출연      |                                                                 |
| 1998        | SBS        | 좋은 친구들 - 사랑학개론                  | 게스트 출연      |                                                                 |
| 1999        | KBS2       | 자유선언 오늘은 토요일                    | 보조MC           |                                                                 |
| 1999        | KBS2       | 슈퍼TV 일요일은 즐거워 - 출발 드림팀      | 게스트 출연      |                                                                 |
| 1999        | MBC        | 일요일 일요일 밤에 - 신동엽의 운명드라마  | 게스트 출연      |                                                                 |
| 1999 ~ 2000 | MBC        | 생방송 음악캠프                           | MC               | 채림과 공동 진행                                                |
| 2000        | SBS        | 뷰티플라이프 - 대한해협                   | 고정 출연        |                                                                 |
| 2001        | SBS        | 두 남자 쇼                                | 게스트 출연      |                                                                 |
| 2011        | MBC        | 무한도전                                  | 게스트 출연      | '무한도전 클래식 / 소지섭 비긴즈, 리턴즈' 편 (260회, 264~265회) |
| 2013        | MBC        | 무한도전                                  | 특별 게스트 출연 | '무한도전 쓸친소 특집' 편 (360회)                               |
| 2015        | MBC        | 토요일 토요일은 무도다                    | 내레이션         | 설특집 토토가 비하인드 다큐멘터리                               |
| 2017        | OCN Movies | <군함도> 무비멘터리 : 1419일, 필사의 여정 | 출연             | 1419일 간의 제작 비하인드                                       |
| 2018        | tvN        | 숲속의 작은 집                            | 고정 출연        | 2018.04.06 ~ 2018.06.08 (10부작)                                |

### 웹예능
| 연도 | 방송사 | 제목              | 역할        | 비고 |
| ---- | ------ | ----------------- | ----------- | ---- |
| 2025 | 유튜브 | 나영석의 와글와글 | 게스트 출연 |      |

### 라디오 출연
| 연도 | 방송사     | 제목                           | 역할        | 비고                   |
| ---- | ---------- | ------------------------------ | ----------- | ---------------------- |
| 2013 | MBC 표준FM | 윤하의 별이 빛나는 밤에        | 게스트 출연 | 2013년 1월 24일 방송분 |
| 2015 | EBS FM     | EBS 책 읽는 라디오 낭독 시리즈 | 낭독자      |                        |
| 2018 | MBC FM4U   | 배철수의 음악캠프              | 게스트 출연 | 2018년 3월 16일 방송분 |

## 음반 목록

### 앨범
| 음반 정보                                                                              | 트랙 리스트 |
| -------------------------------------------------------------------------------------- | --- |
| 고독한 인생 - 싱글 - 소지섭 (G) - 발매일: 2008년 8월 13일 - 레이블: 킹핀 엔터테인먼트  | 트랙 리스트 1. 고독한 인생 (Feat. Amazing Soul) 2. 고독한 인생 (Inst.) |
| 미련한 사랑 - 싱글 - 소지섭 (G) - 발매일: 2008년 11월 4일 - 레이블: (주)SBS 콘텐츠허브 | 트랙 리스트 1. 11월 4일 그 후...(intro) 2. 미련한 사랑 (Feat. 채동하) |
| Pick Up Line - 싱글 - 소지섭 (G) - 발매일: 2011년 2월 17일 - 레이블: CJ E&M            | 트랙 리스트 1. Pick Up Line (Feat. 시진) 2. Pick Up Line (Inst.) |
| 북쪽왕관자리 - EP - 소지섭 (G) - 발매일: 2012년 3월 13일 - 레이블: 51K & CJ E&M        | 트랙 리스트 1. 11월 어느 날 2. 그렇고 그런 얘기 (Feat. 허각 & Mellow) 3. 일년 전 그날 (with 바비킴) 4. 북쪽왕관자리 (Feat. 소프라노 한경미) 5. 그렇고 그런 얘기 (Inst.) 6. 1년 전 그날 (바비킴 only) |
| 6시...운동장 - EP - 소지섭 (G) - 발매일: 2013년 1월 23일 - 레이블: 51K & CJ E&M        | 트랙 리스트 1. 소풍 (Feat. 윤하) 2. 지우개 (Feat. Mellow) 3. 눈금자 (Feat. 테이커스) 4. 6시...운동장                                                                                                 |
| 18 Years - EP - 소지섭 (G) - 발매일: 2014년 6월 24일 - 레이블: 51K & CJ E&M            | 트랙 리스트 1. 18 Years (Feat. 샛별) 2. Boy Go (Feat. SOUL DIVE) 3. 환상 속의 그대 (Feat. SOUL DIVE) 4. 18 Years (Inst.) 5. Boy Go (Inst.) 6. 환상 속의 그대 (Inst.)                                 |
| So Ganzi - 싱글 - 소지섭 (G) - 발매일: 2015년 7월 22일 - 레이블: 51K & CJ E&M          | 트랙 리스트 1. So Ganzi (BLACK) (Feat. SOUL DIVE, NEWDAY) 2. So Ganzi (WHITE) (Feat. SOUL DIVE, NEWDAY)                                                                                              |
| 있으면 돼 - 싱글 - 소지섭 (G) - 발매일: 2017년 3월 12일 - 레이블: CJ E&M               | 트랙 리스트 1. 있으면 돼 (Prod. by Woogie) (Feat. 창모 (CHANGMO)) 2. SEE THE LIGHT (Prod. by DJ JUICE) (Feat. SOUL DIVE)                                                                             |

### 디지털 싱글
| 제목                                                             | 년도 | 최고 차트 순위 | 판매량 (DL) | 수록 음반       |
| 제목                                                             | 년도 | 대한민국 가온  | 판매량 (DL) | 수록 음반       |
| ---------------------------------------------------------------- | ---- | -------------- | ----------- | --------------- |
| "미련한 사랑 (Drama Ver.) (Ending Title)"                        | 2009 | —              | 빈칸        | 카인과 아벨 OST |
| "추억소리 (The Sound Of Memory)"                                 | 2010 | —              | 빈칸        | 로드 넘버원 OST |
| "So Love"                                                        | 2014 | —              | 빈칸        | 빈칸            |
| "콜라병 BABY(Prod. DJ JUICE) (Feat. SOUL DIVE)"                  | 2015 | —              | 빈칸        | 빈칸            |
| "—" 표시는 차트에 진입하지 못함을 의미함(2010년 이전 자료 없음). |      |                |             |                 |

* 가수로서는 소지섭(G)라는 예명을 사용한다.

## 광고
| 연도            | 기업명                             | 제품명                       | 종류                | 비고                                                   |
| --------------- | ---------------------------------- | ---------------------------- | ------------------- | ------------------------------------------------------ |
| 1994            | 닉스 인터내셔널                    | 스톰(STORM)                  | 청바지 (의류)       |                                                        |
| 2000            | 인디에프                           | 메이폴                       | 의류                |                                                        |
| 2000            | SK플래닛                           | OK캐쉬백                     | 포인트서비스        |                                                        |
| 2000            | (주)SUBI                           | SUBI                         | 의류                |                                                        |
| 2001            | (주)BYC                            | 스콜피오                     | 언더웨어            |                                                        |
| 2001            | 에스제이피플                       | 리트머스                     | 의류                |                                                        |
| 2001            | CJ제일제당                         | 레또엔조이런치팝             | 식품                |                                                        |
| 2001            | 광동제약                           | 썬키스트 쥬디                | 음료                | 투야와 함께 출연                                       |
| 2002            | 예신퍼슨스                         | 이즈 마루                    | 의류                |                                                        |
| 2003            | 리얼컴퍼니                         | 라디오가든                   | 의류                |                                                        |
| 2004            | (주)SK네트웍스                     | 카스피코너스                 | 의류                |                                                        |
| 2005            | 옥시레킷벤키저                     | 에어윅 데코스피어            | 방향제              |                                                        |
| 2007~2010       | (주)코원시스템                     | 코원                         | MP3, PMP기기        |                                                        |
| 2008            | KGM                                | 엑티언                       | 자동차              |                                                        |
| 2008~2009       | 소니코리아                         | 소니알파                     | 카메라              |                                                        |
| 2008~2013       | 신원                               | 지이크파렌하이트             | 남성정장            |                                                        |
| 2008~2014       | LG생활건강                         | 보닌                         | 화장품              |                                                        |
| 2009            | 뱅뱅어패럴                         | 뱅뱅                         | 캐주얼 의류         | 한지혜와 함께 출연                                     |
| 2009~2010       | 롯데칠성음료                       | 칸타타                       | 커피                |                                                        |
| 2010            | 하이트진로                         | 프라임 MAX 맥주              | 주류                | 한국영화 시네마테크 건립 후원 캠페인                   |
| 2010            | CJ제일제당                         | 통째로 갈아넣은 인삼유한뿌리 | 건강음료            |                                                        |
| 2010            | 오리온 시네마 네트워크             | OCN                          | 영화전문채널        |                                                        |
| 2010, 2012~2014 | 대유위니아                         | 딤채 김치냉장고              | 생활가전            |                                                        |
| 2010~2011       | 두리화장품                         | 댕기머리                     | 한방샴푸            |                                                        |
| 2010~2013       | (주)지오다노                       | 지오다노                     | 의류                |                                                        |
| 2011            | LG생활건강                         | 보떼                         | 화장품 원브랜드숍   |                                                        |
| 2011            | KTF테크놀로지스                    | 테이크(TAKE)                 | 휴대폰              |                                                        |
| 2011            | (주)티켓몬스터                     | 티켓몬스터                   | 소셜커머스          |                                                        |
| 2011~2012       | 한국코카콜라                       | 파워에이드                   | 음료                |                                                        |
| 2011~2013       | CJ푸드빌                           | 투썸플레이스                 | 카페 전문프랜차이즈 |                                                        |
| 2011~2014       | 남영비비안                         | 비비안                       | 여성언더웨어        |                                                        |
| 2012            | NH농협생명                         | 행복자산플랜                 | 보험                |                                                        |
| 2012            | HTC 코리아                         | HTC 센세이션 XL              | 휴대폰              |                                                        |
| 2013~2014       | (주)모뉴엘                         | 클링클링                     | 로봇청소기          |                                                        |
| 2014            | 삼일제약                           | 제로정                       | 근육진통제          |                                                        |
| 2014            | 서울우유협동조합                   | 체다치즈                     | 식품                |                                                        |
| 2014            | 폭스바겐 코리아                    | 골프 GTI                     | 자동차              |                                                        |
| 2014            | 위니아전자                         | 프라우드                     | 냉장고              |                                                        |
| 2014            | 빙그레                             | 아카페라                     | 커피                |                                                        |
| 2014~2015       | (주)롯데아사히주류                 | 아사히 수퍼 드라이 맥주      | 주류                |                                                        |
| 2014~2015       | 아르키메데스 (우림FMG)             | 아르키메데스(Archimedes)     | 스위스 시계 브랜드  |                                                        |
| 2014~2016       | (주)블랙야크                       | 마모트                       | 아웃도어            |                                                        |
| 2015~           | (주)티엔아이                       | 가누다                       | 배개 브랜드         |                                                        |
| 2016            | 5 BRO & Netive                     | 두두몽                       | 인형 브랜드         |                                                        |
| 2016            | 일렉스 테크놀리지                  | 클래시 오브 킹즈             | 모바일 게임         |                                                        |
| 2016            | (주)깐부                           | 깐부치킨                     | 치킨 브랜차이즈     |                                                        |
| 2017~           | 노스페이스 코리아 (주)영원아웃도어 | 노스페이스                   | 아웃도어            |                                                        |
| 2017~           | 휴고보스 코리아                    | 휴고보스                     | 남성정장            | 한국, 홍콩, 대만, 일본, 싱가폴 등 총 5개국의 모델 활동 |

## 저서
- 2010년 《소지섭의 길》 (살림, ISBN 978-89-522-1502-4)
- 2011년 《소지섭의 오직 그대만》 (피프티원케이, ISBN 978-89-967250-0-8)
- 2012년 《SONICe》 ※개인잡지 (CJ E&M, ISBN 978-89-968586-0-7)

## 홍보대사
| 연도 | 홍보대사명                 |
| ---- | -------------------------- |
| 2004 | - 대한항공 홍보대사        |
| 2010 | - 강원도 관광홍보대사      |
| 2012 | - 사이버범죄 예방 홍보대사 |

## 경력사항
| 연도 | 활동내용 | 비고 |
| ---- | -------- | ---- |

## 수상 및 후보
| 연도 | 시상식                                  | 부문                                 | 작품              | 결과 |
| ---- | --------------------------------------- | ------------------------------------ | ----------------- | ---- |
| 2000 | SBS 연기대상                            | 남자 신인연기상                      | 왕룽의 대지       | 수상 |
| 2001 | 패션모델대상                            | 미스&미스터 다비도프상               | 빈칸              | 수상 |
| 2003 | SBS 연기대상                            | 특별기획부문 남자 연기상             | 천년지애          | 수상 |
| 2003 | SBS 연기대상                            | 10대 스타상                          | 천년지애          | 수상 |
| 2004 | 제40회 백상예술대상                     | TV부문 인기상                        | 발리에서 생긴 일  | 수상 |
| 2004 | SBS 연기대상                            | 특별기획부문 남자 연기상             | 발리에서 생긴 일  | 후보 |
| 2004 | SBS 연기대상                            | 남자 최우수연기상                    | 발리에서 생긴 일  | 후보 |
| 2004 | KBS 연기대상                            | 남자 우수연기상                      | 미안하다 사랑한다 | 수상 |
| 2004 | KBS 연기대상                            | 남자 인기상                          | 미안하다 사랑한다 | 수상 |
| 2004 | KBS 연기대상                            | 남자 네티즌상                        | 미안하다 사랑한다 | 수상 |
| 2004 | KBS 연기대상                            | 베스트 커플상 (with 임수정)          | 미안하다 사랑한다 | 수상 |
| 2005 | 제41회 백상예술대상                     | TV부문 남자 최우수연기상             | 미안하다 사랑한다 | 수상 |
| 2008 | 제25회 일본 베스트 지니스트 어워드      | 국제부문상                           | 빈칸              | 수상 |
| 2008 | 제28회 한국영화평론가협회상             | 남우주연상                           | 영화는 영화다     | 수상 |
| 2008 | 제29회 청룡영화상                       | 신인남우상                           | 영화는 영화다     | 수상 |
| 2008 | 제7회 대한민국영화대상                  | 남우주연상                           | 영화는 영화다     | 후보 |
| 2009 | 제3회 아시안 필름 어워즈                | 신인연기상                           | 영화는 영화다     | 후보 |
| 2009 | 제45회 백상예술대상                     | 영화부문 남자 신인연기상             | 영화는 영화다     | 수상 |
| 2009 | 제8회 뉴욕아시안영화제                  | 떠오르는 라이징스타 아시아상         | 영화는 영화다     | 수상 |
| 2009 | 제10회 부산영화평론가협회상             | 신인남우상                           | 영화는 영화다     | 수상 |
| 2009 | 제18회 부일영화상                       | 신인남우상                           | 영화는 영화다     | 수상 |
| 2009 | 제18회 부일영화상                       | 베스트드레서상                       | 빈칸              | 수상 |
| 2009 | 제46회 대종상                           | 신인남우상                           | 영화는 영화다     | 후보 |
| 2009 | 제22회 그리메상                         | 최우수 남자연기상                    | 카인과 아벨       | 수상 |
| 2009 | 제2회 방송영상그랑프리                  | 올해의 배우 문화부장관상             | 카인과 아벨       | 수상 |
| 2009 | SBS 연기대상                            | 남자 최우수연기상                    | 카인과 아벨       | 수상 |
| 2009 | SBS 연기대상                            | 10대 스타상                          | 카인과 아벨       | 수상 |
| 2010 | 제46회 백상예술대상                     | TV부문 남자 최우수연기상             | 카인과 아벨       | 후보 |
| 2010 | 제47회 대종상                           | 문화교류공로상                       | 빈칸              | 수상 |
| 2010 | 제3회 스타일 아이콘 어워즈              | 인터내셔널 스타일 아이콘             | 빈칸              | 수상 |
| 2010 | 제8회 동아TV 코리아 라이프스타일 어워드 | 베스트드레서상                       | 빈칸              | 수상 |
| 2011 | 제2회 한국관광의 별 시상식              | 특별분야 공로자부문                  | 빈칸              | 수상 |
| 2011 | 제19회 대한민국문화연예대상             | 영화부문 연기대상                    | 오직 그대만       | 수상 |
| 2012 | 제5회 코리아 드라마 어워즈              | 남자 최우수연기상                    | 유령              | 후보 |
| 2012 | 제1회 에이판 스타 어워즈                | 남자 최우수연기상                    | 유령              | 후보 |
| 2012 | SBS 연기대상                            | 드라마스페셜부문 남자 최우수연기상   | 유령              | 수상 |
| 2012 | SBS 연기대상                            | 10대 스타상                          | 유령              | 수상 |
| 2013 | 제2회 에이판 스타 어워즈                | 남자 최우수연기상                    | 주군의 태양       | 후보 |
| 2013 | SBS 연기대상                            | 미니시리즈부문 남자 최우수연기상     | 주군의 태양       | 수상 |
| 2013 | SBS 연기대상                            | 10대 스타상                          | 주군의 태양       | 수상 |
| 2013 | SBS 연기대상                            | 베스트 커플상 (with 공효진)          | 주군의 태양       | 후보 |
| 2015 | KBS 연기대상                            | 대상                                 | 오 마이 비너스    | 후보 |
| 2015 | KBS 연기대상                            | 남자 최우수연기상                    | 오 마이 비너스    | 수상 |
| 2015 | KBS 연기대상                            | 미니시리즈부문 남자 우수연기상       | 오 마이 비너스    | 후보 |
| 2015 | KBS 연기대상                            | 베스트 커플상 (with 신민아)          | 오 마이 비너스    | 수상 |
| 2015 | KBS 연기대상                            | 남자 네티즌상                        | 오 마이 비너스    | 후보 |
| 2016 | 제9회 코리아 드라마 어워즈              | 남자 최우수연기상                    | 오 마이 비너스    | 후보 |
| 2017 | 예술이 빛나는 밤에 시상식               | 예술나무 후원자상                    | 빈칸              | 수상 |
| 2018 | 국세청                                  | 아름다운 납세자상                    | 빈칸              | 수상 |
| 2018 | MBC 연기대상                            | 대상                                 | 내 뒤에 테리우스  | 수상 |
| 2018 | MBC 연기대상                            | 수목미니시리즈부문 남자 최우수연기상 | 내 뒤에 테리우스  | 수상 |
| 2019 | 제14회 숨피 어워즈                      | 올해의 연기상 남자부문               | 내 뒤에 테리우스  | 후보 |
| 2022 | MBC 연기대상                            | 대상                                 | 닥터 로이어       | 후보 |
| 2022 | MBC 연기대상                            | 미니시리즈부문 남자 최우수연기상     | 닥터 로이어       | 후보 |